# La Algaba
La Algaba és una localitat de la província de Sevilla, Andalusia, Espanya. La seva extensió superficial és de 18 km² i té una densitat de 756,8 hab/km². Les seves coordenades geogràfiques són 37° 27′ N, 6° 00′ O. Està situada a 7 kilòmetres de la capital de la província, Sevilla.

## Demografia
| 1996   | 1998   | 1999   | 2000   | 2001   | 2002   | 2003   | 2004   | 2005   |
| ------ | ------ | ------ | ------ | ------ | ------ | ------ | ------ | ------ |
| 12.792 | 12.784 | 12.785 | 12.916 | 12.989 | 13.113 | 13.304 | 13.463 | 13.623 |